# Hans Joachim Buddecke

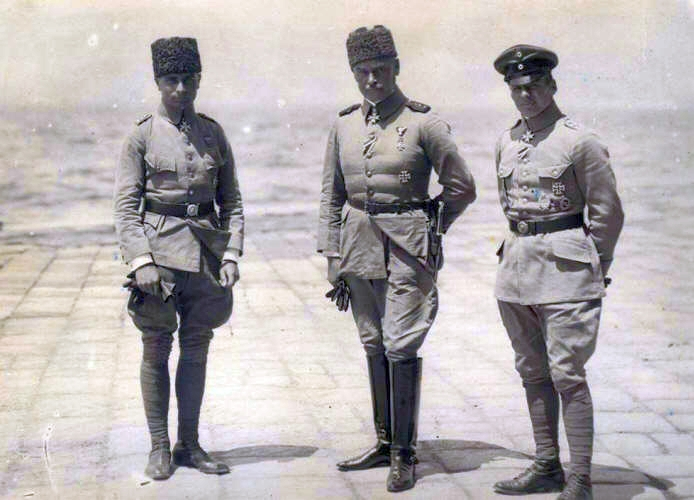
Buddecke, Sanders i Boelcke w Turcji 1916

Hans Joachim Buddecke (ur. 22 sierpnia 1890 w Berlinie, zm. 10 marca 1918 w okolicach Lens) – as lotnictwa niemieckiego Luftstreitkräfte oraz Sił Powietrznych Imperium Osmańskiego z 13 potwierdzonymi oraz 7 niepotwierdzonymi zwycięstwami w I wojnie światowej.

## Życiorys
Hans Joachim Buddecke wstąpił do armii jako kadet w roku 1904 w wieku 15 lat. W 1910 roku został mianowany podporucznikiem w 115 Przybocznym Pułku Piechoty (1 Wielkiego Księstwa Heskiego) (1. Großherzoglich Hessischen Infanterie (Leibgarde) Regiment Nr. 115) należącym do XVIII Korpusu Armijnego Cesarstwa Niemieckiego. W 1913 roku wyjechał do Ameryki, gdzie pracował w fabryce samochodów swojego wuja w Indianapolis. To tam za zaoszczędzone pieniądze kupił własny samolot Nieuport i nauczył się latać. W momencie wybuchu I wojny światowej pod przybranym nazwiskiem na pokładzie grackiego statku handlowego dotarł do Palermo. Następnie przedostał się do Niemiec, gdzie zgłosił się do służby w lotnictwie. We wrześniu 1914 roku został skierowany na front zachodni jako obserwator, ale wkrótce został przydzielony na jednomiejscowy samolot należący do jednostki lotniczej Feldflieger-Abteilung 23. W jednostce odniósł swoje pierwsze zwycięstwo powietrzne 19 września 1915 roku. Zestrzelił brytyjski samolot B.E.2c, który atakował jego najbliższego przyjaciela Rudolfa Bertholda.
Pod koniec 1915 roku został wysłany do Turcji do Gallipoli, gdzie w przydzielonej do armii tureckiej jednostce lotniczej FA 6 brał udział w bitwie o Gallipoli. Do sierpnia 1916 roku odniósł 8 zwycięstw potwierdzonych i 7 niepotwierdzonych. W sierpniu został przeniesiony ponownie na front zachodni razem z Rudolfem Bertholdem do nowo utworzonej jednostki myśliwskiej Jagdstaffel 4. Pierwszym dowódcą został Berthold, ale po tygodniu został przeniesiony w okolice Saarburga z misją utworzenia nowej jednostki Jagdstaffel 14. 1 września 1916 roku Hans Buddecke objął dowództwo nad Jagdstaffel 4. W jednostce służył do 14 grudnia 1916 roku kiedy został ponownie skierowany do Turcji tym razem do FA 5, gdzie służył prawie cały 1917 rok, walcząc i szkoląc pilotów tureckich. Na początku 1918 roku powrócił do Niemiec i u boku Bertholda służył najpierw w Jagdstaffel 30, a później w Jagdstaffel 18.
10 marca 1918 roku Hans Buddecke w czasie walki z samolotami 3 Morskiej Eskadry (3 Naval Squadron) z RNAF został zestrzelony i poniósł śmierć w okolicach miasta Lens w departamencie Pas-de-Calais we Francji. Uroczysty pogrzeb odbył się 22 marca 1918 roku na Cmentarzu Inwalidów w Berlinie.

## Odznaczenia
- Pour le Mérite – 14 kwietnia 1916
- Królewski Order Rodu Hohenzollernów
- Order Wojskowy św. Henryka
- Krzyż Żelazny I Klasy
- Krzyż Żelazny II Klasy
- Złoty Medal Imtiyaz (Imtiyaz Madalyasi) – Imperium Osmańskie
- Srebrny Medal Imtiyaz (Imtiyaz Madalyasi) – Imperium Osmańskie
- Złoty Medal Liakat (Liyakat Madalyasi) – Imperium Osmańskie